# الرحلان الكهربائي باستخدام عديد الأكريلاميد

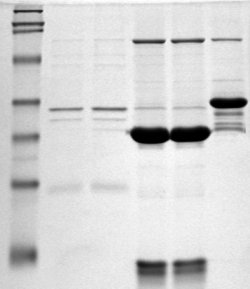
صورة تمثل الرحلان الكهربائي باستخدام عديد الأكريلاميد. توجد العلامات الجزيئية في الممر الأيسر على شكل درجات سلم.

الرحلان الكهربائي باستخدام عديد الأكريلاميد (PAGE) هي تقنية تستخدم على نطاق واسع في الكيمياء الحيوية والكيمياء الشرعية والطب الوراثي والبيولوجيا الجزيئية والتكنولوجيا الحيوية لفصل الجزيئات البيولوجية، عادةً تكون البروتينات أو الأحماض النووية، وفقًا للرحلان الكهربائي. يعد الرحلان الكهربائي دالة لطول الجزيء وتشكله وشحنته. الرحلان الكهربائي باستخدام عديد الاكريلاميد هو أداة قوية تستخدم لتحليل عينات الحمض النووي الريبي. عندما يتم تغيير طبيعة هلام عديد الأكريلاميد بعد الرحلان الكهربائي ، فإنه يوفر معلومات عن تكوين عينة من أنواع الحمض النووي الريبي.